# Северный полюс Луны
Северный полюс Луны — точка в северном полушарии Луны, в котором лунная ось пересекает её поверхность. Точка, диаметрально противоположная южному полюсу Луны. Расположен на валу кратера Пири.
Также северным полюсом Луны принято называть весь её достаточно обширный северный приполярный регион.

## Кратеры
Крупнейшие кратеры северной полярной области, лежащие выше 60° северной широты: Авогадро, Белькович, Брианшон, Бонд У., Вант-Гофф, Гамов, Гольдшмидт, Гершель Дж., Зоммерфельд, Метон, Нансен, Паскаль, Петерман, Пласкетт, Пифагор, Рождественский, Шварцшильд, Сирс, Стеббинс, Сильвестр, Фалес, Филолай, Эмден, Эрмит (на последнем расположен полюс холода Солнечной системы).
Некоторые из них — кратеры вечной тьмы, содержащие области, не освещающиеся Солнцем никогда или очень редко, и поэтому способные накапливать лёд.
В 2004 году команда под руководством Бена Басси из Университета Джонса Хопкинса определила по снимкам зонда Клементина, что на краю кратера Пири, ближайшего к полюсу, есть пики вечного света. Это, и наличие кратеров вечной тьмы со льдом, — важные факторы при выборе места для лунной базы.

## Исследование
В 2010 году вышедший на окололунную орбиту индийский аппарат Чандраян-1 обнаружил с помощью радара НАСА на северном полюсе спутника запасы льда: не менее 600 млн тонн, в залежах толщиной не менее двух метров.
На 2015 год, в рамках соревнования Google Lunar X PRIZE посадку в районе северного полюса Луны планировала компания Astrobotic Technology, однако потом проект был перенесён на 2017 год, а в 2017 году компания выбыла из соревнования.
На 2021 год в северном полярном регионе Луны не садился ни один земной аппарат. Наиболее близкое к северному полюсу прилунение за всю историю — Чанъэ-3 (44.1° с. ш., примерно 1390 км от полюса, 2013 год).

## Карты
Одним из крупнейших в мире изображений является 680-гигапиксельное изображение северного полярного региона Луны (полное, от 60°, 2,54 млн км² с разрешением 2 м/пиксель), составленное НАСА из 10 581 снимка. Состоящее из 866 891 344 900 пикселей (931 070 x 931 070) изображение занимает в сжатом виде 950 гигабайт. Изображение доступно на сайте проекта, и для просмотра не требует скачивания целиком: навигация по нему осуществляется сервером.